# Juan Torres y Ribas
Juan Torres y Ribas (Ibiza, 1844 - Ciudadela, Menorca, 20 de enero de 1939) fue un eclesiástico español, obispo de menorca.

## Biografía
Nació el 13 de diciembre de 1844 en Ibiza. Fue ordenado sacerdote el 19 de diciembre de 1868.
El 9 de junio de 1902 fue elegido obispo de Menorca, en sustitución de Salvador Castellote y Pinazo. Fue consagrado obispo el 12 de octubre siguiente por el nuncio Aristide Rinaldi, tomando posesión de la diócesis, desempeñando el cargo hasta su muerte.
Algún autor ha señalado que Torres y Ribas fue el verdadero fundador del diario católico El Iris.
De 1903 a 1904 fue senador por la archidiócesis de Valencia.
Fue el obispo que ha regido durante más tiempo la diócesis de Menorca (36 años). De carácter bondadoso, inteligente y muy caritativo, afrontó con lucidez los problemas religiosos y sociales que se manifestaron en la isla. Al estallar la guerra civil española contaba ya con 91 años de edad y se encontraba medio ciego y enfermo. Los republicanos respetaron su vida, pero no pudo evitar que cuarenta presbíteros menorquines fueran asesinados. Pasó sus últimos días confinado en el Hospital Municipal de Ciudadela y no firmó la Carta Colectiva del Episcopado español a los obispos del mundo entero.
Falleció el 20 de enero de 1939 a los 94 años de edad. 